# Jan van Diepenbeek
Jan Antonie van Diepenbeek (Utrecht, 5 agosto 1903 – Den Helder, 8 agosto 1981) è stato un calciatore olandese, di ruolo difensore.

## Palmarès

### Club

#### Competizioni nazionali
- Campionato olandese: 4

Ajax: 1930-1931, 1931-1932, 1933-1934, 1936-1937